# Králové zlodějů
Králové zlodějů (v anglickém originále King of Thieves) je britský kriminální film. Režíroval jej James Marsh a jeho natáčení začalo ještě před uvedením jeho předešlého snímku The Mercy. Natočen byl podle skutečných událostí, které proběhly roku 2015 v londýnské čtvrti Hatton Garden. Skupina důchodců zde tehdy provedla loupež šperků. Ve snímku hrají Michael Caine, Michael Gambon, Ray Winstone, Tom Courtenay, Jim Broadbent, Charlie Cox a další. Hudbu k němu složil Benjamin Wallfisch. Jeho premiéra proběhla 14. září 2018.

## Recenze
- Mirka Spáčilová, iDNES.cz